# Estadio municipal de Can Misses
El estadio municipal de Can Misses es un recinto deportivo de propiedad municipal situado en Ibiza, la isla de Ibiza, Islas Baleares, España.
Alberga los partidos como local de varios equipos de la ciudad, como la Unión Deportiva Ibiza, el Ciudad de Ibiza, el C.D. Ibiza-Islas Pitiusas y el C.F. Rapid de Ibiza.
Es el principal estadio de la isla, acogiendo desde su construcción multitud de eventos musicales y deportivos, y está enmarcado dentro del Complejo deportivo municipal Can Misses, situado en el Barrio de Can Misses que da nombre al estadio.

## Historia
El campo fue inaugurado en 1991 para acoger al histórico equipo de la isla SD Ibiza. Cuenta con 10.000 localidades repartidas en una grada de cemento original y una tribuna con cubierta construida en el 2002 pero a causa de los continuos problemas del equipo para mantenerse con vida, el estadio se limitó a reducir su aforo y adecuarlo al público habitual de los partidos como local, situando el nuevo aforo en 4.500 espectadores, constando de una grada de capacidad para 4.000 personas y una tribuna principal de 500 espectadores.
El césped artificial fue sustituido por un césped de última generación en 2017, y aunque la obra ha sido ejecutada por el Ayuntamiento, propietario del campo, el terreno ha sido sufragado íntegramente por el actual propietario del Unión Deportiva Ibiza, Amadeo Salvo.
El campo sufrió en el verano de 2018 una reforma de la zona más antigua del estadio, impermeabilizando la grada y colocando más asientos de color azul dando una mejor imagen al estadio, formando con asientos blancos el nombre de la ciudad EIVISSA.
El estadio se amplió el 22 de enero de 2020 en 1.945 localidades más, un total de 6.500, usando gradas supletorias para albergar el partido de dieciseisavos de final de la Copa del Rey, contra el F.C Barcelona, y quedando ya instaladas, durante el resto de temporada
Es de césped artificial, cuenta con una gradería cubierta, dónde se encuentran el palco y la tribuna (Tribuna Norte y Tribuna Sur). La otra zona de grada es descubierta y con reposaespaldas, Grada General, que también se divide en General Norte y General Sur.
Desde la ampliación, cuenta además con 4 gradas supletorias, 2 completando fondo sur (Grada Las Salinas y Grada Sa Caleta), una de mayores dimensiones completando el fondo norte (Grada Portinatx) y una grada más ampliando el aforo en la zona de Tribuna Norte (Grada Es Vedrà).